# سيف الدين يلبغا اليحياوي
سَيْفِ الدِّينِ يَلْبُغَا الْيَحْيَاوِيُّ (ت 748هـ/1347م)، أمير مملوكي كان نائب السلطنة على الشام وهو الذي بنى جامع يَلْبُغَا في منطقة المرجة في دمشق.

## حياته
سَيْفِ الدِّينِ يَلْبُغَا ابن الأمير سيف الدين طابطا النَّاصِرِيُّ كان من كبار أمراء المماليك عند السلطان الناصر محمد بن قلاوون، وهو أخ  سيف الدين أسندمر الذي أصبح نائب الشام فيما بعد.
عُيّن يَلْبُغَا نائباً على حماة في عهد الملك الصالح عماد الدين إسماعيل
ثم أصبح نائباً على حلب ثم تسلم نيابة السلطنة المملوكية على الشام خلفاً لنائبها الْأَمِيرِ سَيْفِ الدِّينِ طُقُزْدَمُرَ وذلك في زمن حكم السلطان سَيْفِ الدِّينِ شَعْبَانَ في شهر  جُمَادَى الْأُولَى سنة 746هـ/1345م.
عمل يَلْبُغَا على عزل السلطان سيف الدين شعبان بسبب قتله لكثير من الأمراء وسوء تصرفاته وبالفعل قام يَلْبُغَا بالاتصال مع الكثير من أمراء المماليك في مصر والشام حتى عُزل السلطان وتسّلم مكانه أخوه أَمير حَاجِّي شهر جُمَادَى الْآخِرَةِ سنة 747هـ/1346م.

بعد حوالي العام أمر السلطان أَمير حَاجِّي بعزل يَلْبُغَا في شهر جُمَادَى الْأُولَى سنة 748هـ/1347م وطلب منه القدوم إلى مصر لتعيينه نائباً عليها، فأحس يَلْبُغَا بأن السلطان يعد له خديعة فرفض نيابة مصر وطلب منه أن يعينه في أي منطفة أخرى، ثم هرب يَلْبُغَا من جند السلطان عندما حاولوا الإمساك به حتى وصل إلى مدينة حماة حيث كان قد اعتقد أن أميرها سيحميه، إلا أنه اعتقله هناك هو وأبوه ومن معه من الجنود واقتِيدَ إلى مصر حيث أرسل السلطان من يقتله في الطريق بين قاقُون وغزة في شهر جُمَادَى الْآخِرَةِ من نفس العام وقتل هناك ودُفن في قاقون وأُخِذَت رأسهُ إِلَى السّلطان في القاهرة.
وخلفه بالنيابة على الشام الأمير سيف الدِّين أَرْغُون شَاه.

## أعماله

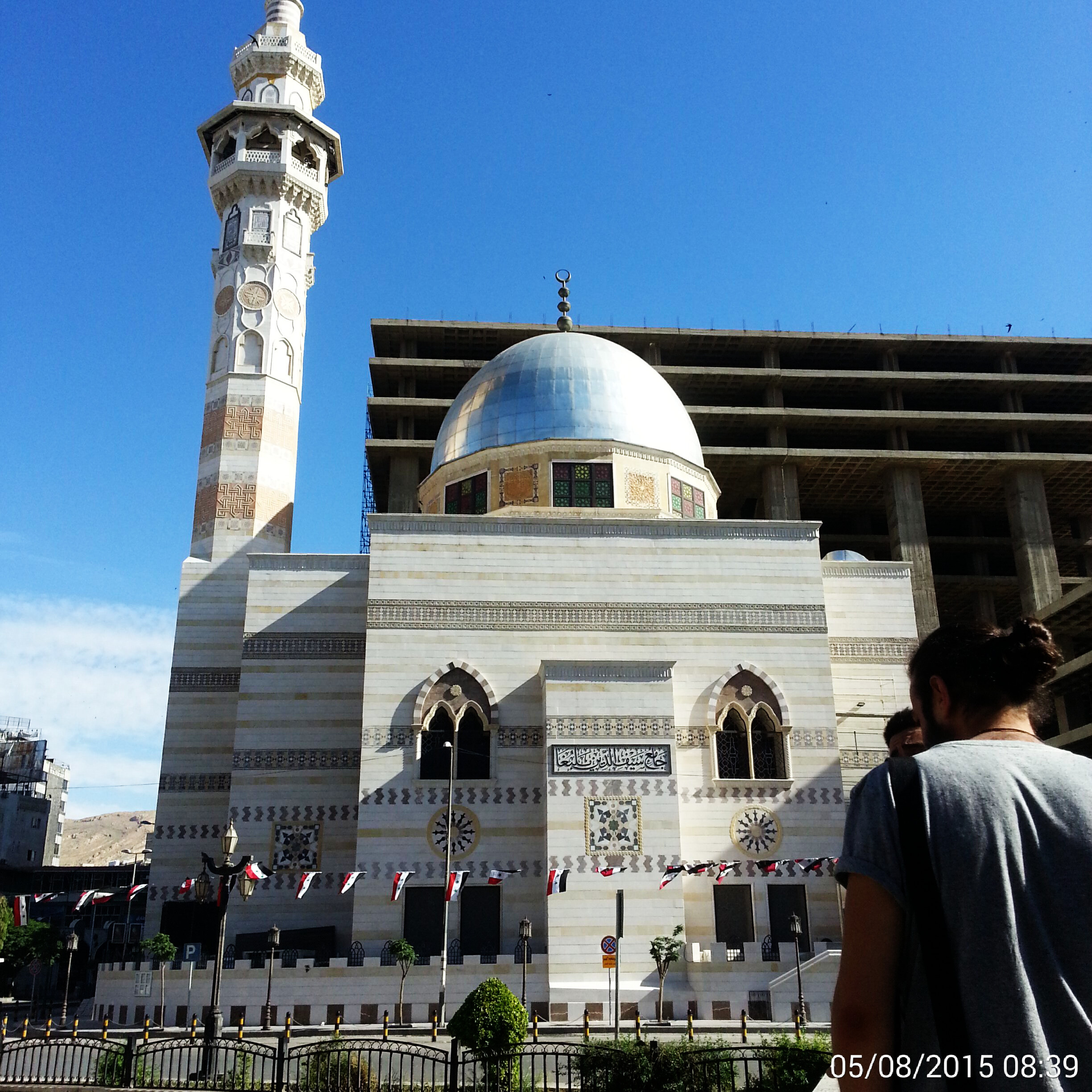
صورة جامع سيف الدين يلبغا اليحياوي في سوريا

### بناء جامع يَلبُغَا
في شهر رمضان سنة 747هـ/1346م أمر يَلبُغَا ببناء جامع في دمشق بقدر جامع تنكز في منطقة كانت تسمى تل الْمُشْنِقِينَ (ساحة المرجة حالياً) بجوار قلعة دمشق.
اهتم يَلبُغا ببناء الجامع وأمر بهدم الأبنية التي كانت هناك وأخذت الحجارة من أرجاء دمشق ومن خارجها ومن جبل قاسيون. ودفع للجامع من ماله في كل سنة 60 ألف درهم.